# Ford GT40
Ford GT40 bylo sportovní auto s vysokým výkonem, vyráběné v šedesátých letech dvacátého století. Bylo navrženo a vyráběno v Anglii. Stalo se vítězem závodu 24 hodin Le Mans čtyřikrát v řadě. Bylo postavené, aby konkurovalo Ferrari.

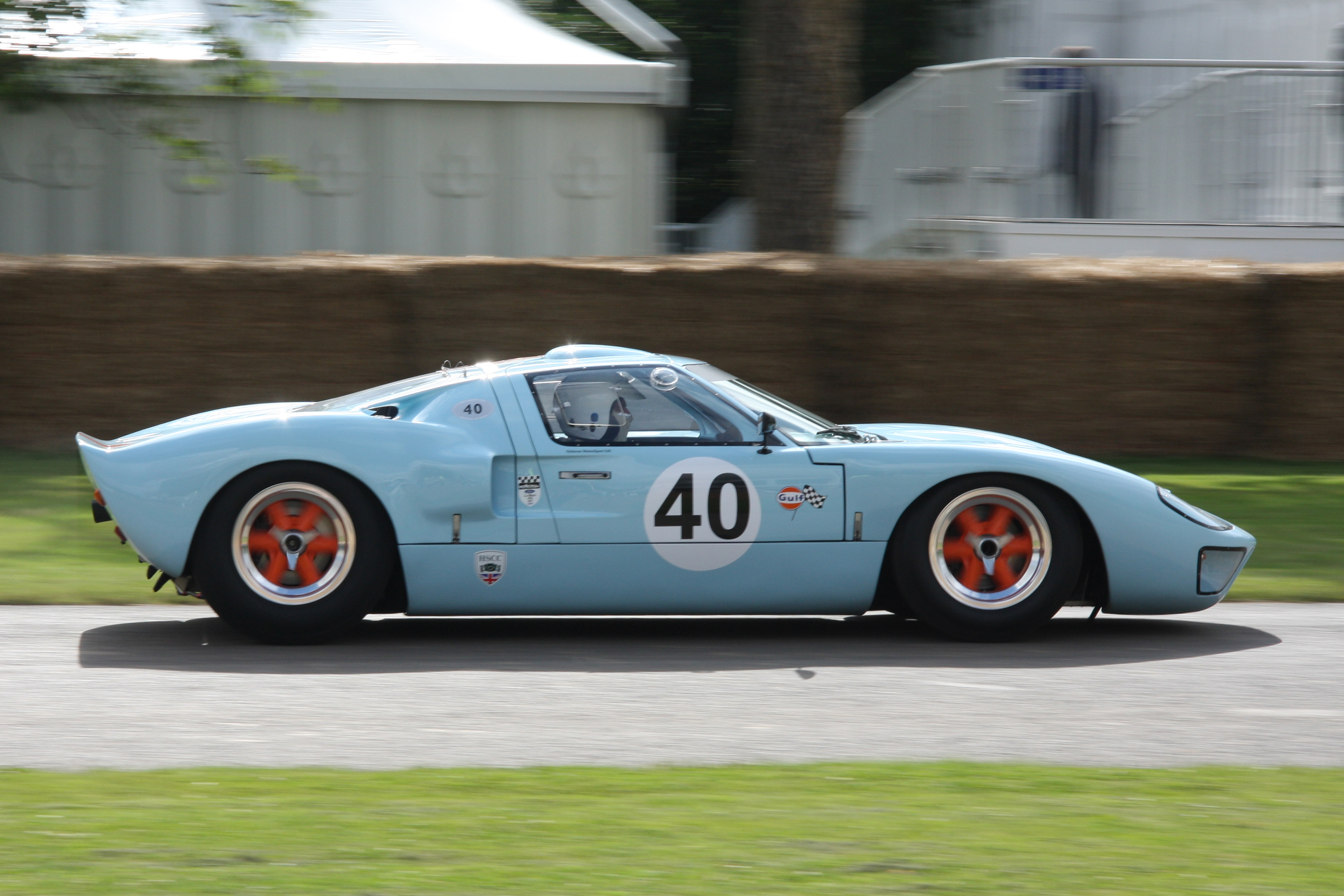
Gulf Ford GT40

Auto bylo pojmenováno GT (jako Gran Turismo) s číslicí 40 představující výšku vozu v palcích (1020 mm).
Současný Ford GT je pocta Fordu GT40.